# Reanimation
Reanimation (с англ. — «Реанимация») — первый альбом ремиксов американской рок-группы Linkin Park, вышедший 30 июля 2002, вслед за первым альбомом группы, Hybrid Theory. Альбом был записан во время тура в поддержку  Hybrid Theory, прошедшего в 2001 году, и содержал электронные и хип-хоп ремиксы на песни с дебютного альбома.

## Реакция критиков
| Совокупная оценка    | Совокупная оценка |
| Источник             | Оценка            |
| -------------------- | ----------------- |
| Metacritic           | 60/100            |
| Оценки критиков      |                   |
| Источник             | Оценка            |
| AllMusic             | [ 6 ]             |
| Entertainment Weekly | B−                |
| Melodic              | [ 7 ]             |
| RapReviews           | 7.5/10            |
| Rolling Stone        | [ 8 ]             |

Защитники альбома утверждают, что Reanimation помог многим андеграундным хип-хоп исполнителям показать свои произведения большей аудитории, а также что материал, вошедший в альбом, был настолько значительно изменён (изменилась структура песен, были добавлены новые припевы или изменены старые, в записи альбома приняло участие множество приглашенных исполнителей), что альбом можно рассматривать как совершенно новую работу. Обозреватель AllMusic Стивен Томас Эрлевайн назвал альбом «чертовски более интересным, чем дебют Linkin Park» и «доброжелательным шагом в правильном направлении», утверждая, что предыдущий материал группы был слишком похож на многочисленные нью-метал-группы, а также похвалил Reanimation за попытку привнести в стиль что-то новое. Позднее, когда в 2003 вышел альбом Meteora, он был разочарован отсутствием дальнейшего прогресса. Linkin Park также утверждают, что альбом Reanimation можно рассматривать и как альбом ремиксов, и как полноценный студийный альбом. Итоговый результат альбома на сайте Metacritic составил 60 %.

## Видео MTV 2
MTV Two сделали видео на каждую песню альбома, даже на те, которые транслировались всего несколько раз. Эти видео включали «Opening» (девочка из видео «Frgt/10» лежит на кровати), «Pts.OF.Athrty» (флаг США до 1:05, затем погоня на мотоциклах), «[Chali]» (девочка на кровати и снимки её комнаты), «Frgt/10» (девочка, рисующая граффити, сбегает от полиции), «P5hng Me A*wy» (каннибал за работой), «Plc.4 Mie Hæd» (девочка, поющая песню), «X-Ecutioner Style» (нарисованный мальчик, идущий по городу, напевая части «Shut up», которые поёт Честер), «H! Vltg3» (одна ночь из жизни одного мужчины), «[Riff Raff]» (та же девочка в кровати), «Wth>You» (очень быстрый монтаж полицейских фотографий людей синхронно с песней), «Ppr:Kut» (кадры реакции людей на неожиданный громкий шум, во время прослушивания музыки; в этом видео появляется в камео Джо Хан, «Rnw@y» (девочка со стрижкой-ирокезом в городе), «By_Myslf» (девочка в лесу), «Kyur4 th Ich» (люди танцующие брейк-данс, режиссёром клипа был Джо Хан) «1stp Klosr» (изображает разрыв отношений) и «Krwlng» (анимация белого человечка). Только видео на песни «Frgt/10» и «Kyur4 th Ich» были официально изданы на DVD-версии альбома, вместе с официальным видео «Pts.OF.Athrty», снятым с помощью 3D-анимации (те же клипы позднее были выложены на официальный YouTube-канал группы).

## Reanimation на концертах
Часть материала с альбома Reanimation вошла в программу концертных выступлений Linkin Park, что можно увидеть по присутствию «P5hng Me A*wy» на Live in Texas. Интро к «Krwlng» иногда исполняется перед «Crawling», как можно увидеть на Road to Revolution: Live at Milton Keynes и Songs from the Underground, «Frgt/10», которая исполнялась на 'ReAct: Music and Relief' (2005). Второй проигрыш из «1stp Klosr» обычно исполняется там, где он был в ремиксовой версии «One Step Closer», при этом слова Джонатана Дэвиса поются Честером. Иногда Майк поёт «Blood is pouring» между повторяющимися «Shut up!» Честера. В том же туре Chali 2na исполнил «Frgt/10» вместе с группой. Семплы, проигрываемые во время строчек Майка в «Wth>You», используется вместо оригинальных гитарно-синтезаторных партий в «With You», а Честер кричит «Come on!» сразу после гитарных риффов. Майк Шинода также играл укороченную версию «Enth E ND» с Fort Minor на концертах фестиваля Pukkelpop в 2005 году. В 2004 году, во время концертов фестиваля Projekt Revolution, Джо Хан исполнил начало «Pts.OF.Athrty» перед интро «Points of Authority».

## Синглы
Первым и единственным официальным синглом с альбома является «Pts.OF.Athrty», вышедший на свет 20 марта. Четыре других трека — «Enth E ND», «Frgt/10», «P5hng Me A*wy» и «My<Dsmbr» стали рекламными синглами.

## Список композиций
| №   | Название                                                  | Автор(ы)                         | Длительность |
| --- | --------------------------------------------------------- | -------------------------------- | ------------ |
| 1.  | «Opening»                                                 |                                  | 1:07         |
| 2.  | «Pts.OF.Athrty» (Джей Гордон)                             | Linkin Park                      | 3:45         |
| 3.  | «Enth E Nd» (KutMasta Kurt feat. Motion Man)              | Linkin Park                      | 3:59         |
| 4.  | «[Chali]»                                                 |                                  | 0:23         |
| 5.  | «Frgt/10» (Alchemist feat. Chali 2na)                     | Linkin Park, Wakefield, Farrell  | 3:32         |
| 6.  | «P5hng Me A*wy» (Майк Шинода feat. Stephen Richards)      | Linkin Park                      | 4:37         |
| 7.  | «Plc.4 Mie Hæd» (Amp Live feat. Zion)                     | Linkin Park, Wakefield, Farrell  | 4:20         |
| 8.  | «X-Ecutioner Style» (X-Executioners feat. Black Thought)  |                                  | 1:49         |
| 9.  | «H! Vltg3» (Evidence feat. Pharoahe Monch & DJ Babu)      | Shinoda, Hahn, Delson            | 3:30         |
| 10. | «[Riff Raff]»                                             |                                  | 0:21         |
| 11. | «Wth>You» (Chairman Hahn feat. Aceyalone)                 | Linkin Park, M. Simpson, J. King | 4:12         |
| 12. | «Ntr\Mssion»                                              |                                  | 0:29         |
| 13. | «Ppr:Kut» (Cheapshot & Jubacca feat. Rasco & Planet Asia) | Linkin Park                      | 3:26         |
| 14. | «Rnw@y» (Backyard Bangers feat. Phoenix Orion)            | Linkin Park, Wakefield           | 3:13         |
| 15. | «My<Dsmbr» (Mickey P. featuring Kelli Ali)                | Shinoda                          | 4:17         |
| 16. | «[Stef]»                                                  |                                  | 0:10         |
| 17. | «By_Myslf» (Josh Abraham & Mike Shinoda)                  | Linkin Park                      | 3:42         |
| 18. | «Kyur4 th Ich» (Chairman Hahn])                           | Linkin Park                      | 2:32         |
| 19. | «1stp Klosr» (The Humble Brothers feat. Джонатан Дэвис)   | Linkin Park                      | 5:46         |
| 20. | «Krwlng» (Майк Шинода feat. Aaron Lewis)                  | Linkin Park                      | 5:42         |

### Японское издание
| №   | Название                                            | Автор(ы)    | Длительность |
| --- | --------------------------------------------------- | ----------- | ------------ |
| 21. | «Buy Myself» (ремикс «By Myself» от Marilyn Manson) | Linkin Park | 4:26         |

### Бонус-треки на iTunes
| №   | Название                                          | Автор(ы)    | Длительность |
| --- | ------------------------------------------------- | ----------- | ------------ |
| 21. | «One Step Closer» (Live LP Underground Tour 2003) | Linkin Park | 3:42         |
| 22. | «Buy Myself» (Manson Remix)                       | Linkin Park | 4:26         |
| 23. | «My December» (Live Projekt Revolution Tour 2002) | Shinoda     | 4:27         |

### DVD-аудио
Содержит полный альбом, смикшированный в объемном звуке 5.1, а также музыкальные видео на песни «Pts.OF.Athrty», «Frgt/10» и «Kyur4 th Ich». DVD доступен только в формате DVD-Audio.

### Демоверсии
Известно о существовании нескольких демоверсий со звукозаписывающих сессий альбома — демо песни «1stp Klosr» без Джонатана Дэвиса; короткое демо «Enth E Nd» с DJ Vice; демо «Pts.OF.Athrty» с более схожими с оригиналом вокальными партии; демо «Plc.4 Mie Hæd» с Amp Live в стиле электронной музыки, не содержащая бас-гитарных партий из оригинальной версии; демо «Frgt/10» с текстом из оригинальной версии. Ни одно из демо не выпускалось официально, но пользуются определённой популярностью в онлайне и среди поклонников группы.

## Участники записи
* Linkin Park:
- - Честер Беннингтон — вокал
  - Роб Бурдон — ударные
  - Брэд Делсон — гитара, бас-гитара
  - Джозеф Хан — запись, семплинг
  - Майк Шинода — вокал, семплы, клавишные; гитара (6, 11)
  - Дэйв Фаррелл — бас-гитара (17)

Дополнительные музыканты и исполнители переделанных песен:
- - Джей Гордон — интерпретация «Pts.OF.Athrty»
  - KutMasta Kurt — интерпретация «Enth E Nd»
  - Motion Man — вокал на «Enth E Nd»
  - The Alchemist — интерпретация «Frgt/10»
  - Chali 2na — вокал на «Frgt/10»
  - Стивен Ричардс — вокал на «P5hng Me A*wy»
  - Amp Live — «Plc.4 Mie Hæd»
  - Zion I — «Plc.4 Mie Hæd»
  - Шон С. — «X-Ecutioner Style»
  - Roc Raida — интерпретация «X-Ecutioner Style»
  - Black Thought — «X-Ecutioner Style»
  - Evidence — интерпретация «H! Vltg3»
  - Pharoahe Monch — вокал на «H! Vltg3»
  - DJ Babu — «H! Vltg3»
  - Aceyalone — «Wth>You»
  - DJ Cheapshot — «Ppr:Kut»
  - Jubacca — «Ppr:Kut»
  - Rasco — «Ppr:Kut»
  - Planet Asia — "Ppr:Kut
  - Backyard Bangers — «Rnw@y»
  - Phoenix Orion — «Rnw@y»
  - Mickey P. — «My<Dsmbr»
  - Kelli Ali — «My<Dsmbr»
  - Грег Кёрстин — клавишные на «My<Dsmbr»
  - Джош Абрахам — интерпретация «By_Myslf»
  - Стивен Карпентер — гитара на «By_Myslf»
  - The Humble Brothers — интерпретация «1Stp Klosr»
  - Джонатан Дэвис — вокал на «1Stp Klosr»
  - Аарон Льюис — вокал на «KRWLNG»
  - Мики Петралия — клавишные, программирование, продюсирование, интерпретация
  - Майкл Фитцпатрик — программирование, интерпретация
  - Даг Трэнтоу — программирование, продюсирование, инженеринг
  - Эрик Грегори — программирование
- Джефф Честер — инженер
- Брайан Гарднер — цифровое редактирование, мастеринг
- Дон Гилмор — продюсер (оригинальная запись)
- Марк «Спайк» Стент — микширование
- Энди Уоллас — микширование
- Том Валли — подбор исполнителей
- Трой Стэнтон — микширование
- Джош Кузомис — интерпретация
- Райан Уильямс — инженер
- DJ Revolution — редактирование
- Йонас Г. — инженер
- Нэнси Стерн — чистка семплов
- Рэй Уилсон — вспомогательный инженер
- Джефф Блю — подбор исполнителей
- Дэвид Трехерн — вспомогательное микширование, помощник

## Позиции в чартах

### Недельные чарты
| Чарт (2002)                                   | Высшая позиция |
| --------------------------------------------- | -------------- |
| Австралия (ARIA)                              | 16             |
| Австрия (Ö3 Austria)                          | 2              |
| Бельгия/Фландрия (Ultratop)                   | 12             |
| Бельгия/Валлония (Ultratop)                   | 11             |
| Канада (Canadian Albums Chart)                | 3              |
| Дания (Hitlisten)                             | 24             |
| Нидерланды (Album Top 100)                    | 4              |
| Франция (SNEP)                                | 11             |
| Финляндия (Suomen virallinen lista)           | 12             |
| Германия (Offizielle Top 100)                 | 3              |
| Венгрия (MAHASZ)                              | 14             |
| Ирландия (IRMA)                               | 4              |
| Италия (Classifica album)                     | 25             |
| Новая Зеландия (RMNZ)                         | 8              |
| Норвегия (VG-lista)                           | 32             |
| Швеция (Sverigetopplistan)                    | 18             |
| Швейцария (Schweizer Hitparade)               | 3              |
| Великобритания (UK Albums Chart)              | 3              |
| Великобритания (UK Rock & Metal Albums Chart) | 2              |
| США (Billboard 200)                           | 2              |

| Чарт (2017)      | Высшая позиция |
| ---------------- | -------------- |
| Чехия (ČNS IFPI) | 44             |

## Сертификации
| Регион | Сертификация | Продажи    |
| --- | ------------ | ---------- |
| Аргентина (CAPIF) | Золотой      | 20 000^    |
| Австралия (ARIA) · dvd                                                                                                   | Золотой      | 7500^      |
| Австрия (IFPI Austria)                                                                                                   | Золотой      | 10,000*    |
| Бразилия (ABPD) | Золотой      | 50 000*    |
| Германия (BVMI) | Золотой      | 150 000^   |
| Новая Зеландия (RMNZ) | Золотой      | 7500^      |
| Швейцария (IFPI Switzerland)                                                                                             | Золотой      | 20 000^    |
| Великобритания (BPI) | Платиновый   | 300 000    |
| США (RIAA) | Платиновый   | 1 000 000^ |
| * Данные о продажах приведены только на основе сертификации. ^ Данные о тиражах приведены только на основе сертификации. |              |            |